# Catedral de Gotemburgo
A Catedral de Gotemburgo (em sueco:  Göteborgs domkyrka ou Gustavi domkyrka) é um templo protestante luterano da Igreja da Suécia, situado na cidade sueca de Gotemburgo.

Localizada junto à rua Västra Hamngatan, é a sede da Diocese de Gotemburgo (Göteborgs stift), e cátedra do respetivo bispo.

Existiu uma primeira igreja de madeira no local, substituída por um nova igreja em pedra, erigida em 1633 e consumida pelo fogo em 1721. No seu lugar foi levantada uma nova catedral igualmente destruída por um incêndio em 1802. A atual catedral é a terceira construída no mesmo sítio. Em estilo arquitetónico neoclássico, o edifício foi construído em tijolo amarelado com pórticos e janelas guarnecidos por pedra de arenito, para ser inaugurado em 1815 e finalmente concluído em 1827.